# Harold Van Doren
Harold Van Doren (1895 - 1957) was een belangrijk industrieel ontwerper uit de Verenigde Staten en design-theoreticus.
Van Doren studeerde talen en vertrok naar Parijs waar hij in het Louvre werkte. In het begin van de jaren 1920 keerde hij terug naar de Verenigde Staten en werkte daar als assistent van de directeur van het Minneapolis Institute of Arts. Hij beëindigde er zijn werkzaamheden om een eigen bedrijf voor industriële vormgeving te starten. Een van zijn eerste opdrachten kreeg hij van de Toledo Scale Company. Op hun verzoek maakte hij ontwerpen voor weegschalen, waarin hij als een van de eersten grote delen gegoten in kunststof maakte, waardoor het product lichter werd. Zijn bedrijf was gevestigd in Philadelphia en werkte voor onder meer Good Year en de Philco Corporation. Samen met John Gordon Rideout ontwierp Van Doren een veelgeprezen radio voor Air-King. De radio heeft de vorm van een wolkenkrabber en is van groene kunststof.
Met het boek Industrial Design: A Practical Guide to Product Design and Development (1940) levert Van Doren een belangrijke bijdrage aan de theoretisering van Streamline Design. In het artikel Streamlining Fad or Function? in het magazine Design (1949), beargumenteert hij waarom veel voorwerpen met metalen oppervlakken zoals koelkasten en auto's, met ronde vormen en lijnen zijn vormgegeven. Van Doren stelt in zijn boek Industrial Design: 'Het is het werk van de industrieel ontwerper om de functie van gebruiksvoorwerpen in aantrekkelijke vormen te interpreteren, deze voorwerpen schoonheid in vorm en kleur te geven, maar bovenal bij de consument de wens op te roepen het product te willen bezitten.
- International Standard Name Identifier: 0000 0001 2367 6060
- Library of Congress Control Number: nr95022029
- Nationale Bibliotheek van Israël: 987007386354805171
- Système universitaire de documentation: 075408910
- Union List of Artist Names: 500251807
- Virtual International Authority File: 173620239
- WorldCat: E39PBJjMwdqYkQB7YKHXCGCCwC